# Kazbek Zankishiyev
Kazbek Kubadiyevich Zankishiyev (en ruso: Казбек Кубадиевич Занкишиев; 23 de mayo de 1992-2 de marzo de 2024) fue un deportista ruso que compitió en judo.
En los Juegos Europeos de Minsk 2019 consiguió una medalla de oro en la prueba de equipo mixto. Ganó una medalla de bronce en el Campeonato Europeo de Judo de 2017, en la categoría de –100 kg. Además, ganó cuatro torneos de Gran Prix y tres torneos de Grand Slam.

## Palmarés internacional
| Juegos Europeos    | Juegos Europeos     | Juegos Europeos   | Juegos Europeos |
| Año                | Lugar               | Medalla           | Categoría       |
| ------------------ | ------------------- | ----------------- | --------------- |
| 2019               | Minsk (Bielorrusia) | Medalla de oro    | Equipo mixto    |
| Campeonato Europeo |                     |                   |                 |
| Año                | Lugar               | Medalla           | Categoría       |
| 2017               | Varsovia (Polonia)  | Medalla de bronce | –100 kg         |